# 다우 (다구)

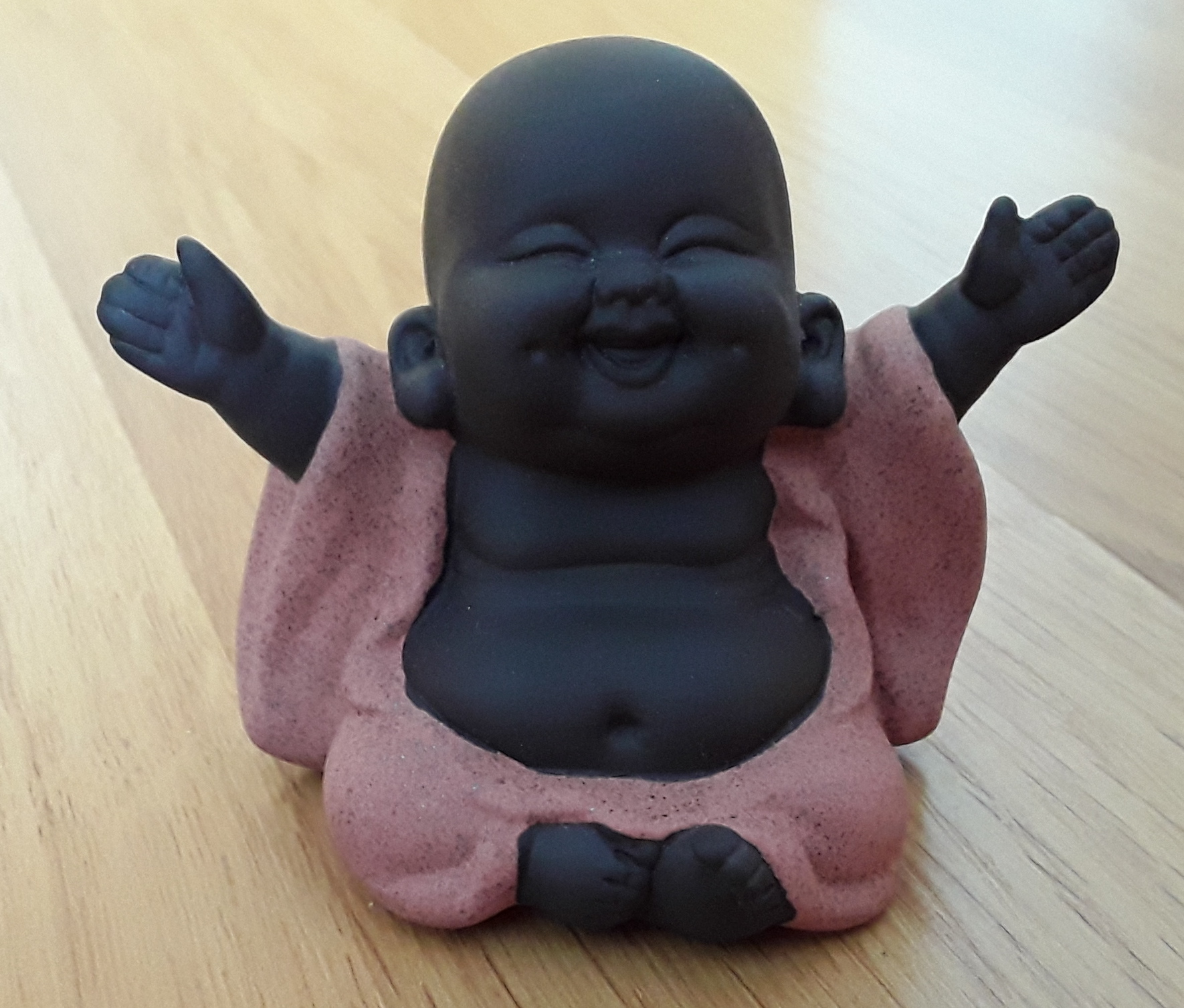
다우

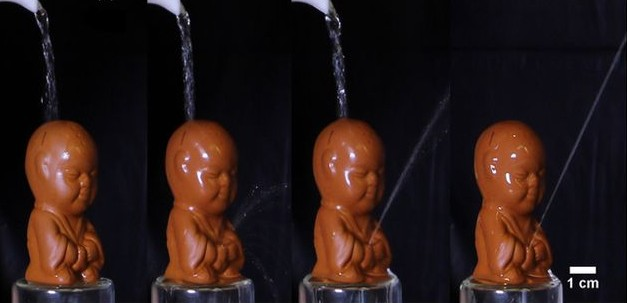
오줌을 누는 다우

다우(茶友)는 차를 마실 때 다판에 올려두는 도자기 인형이다. "다(茶)"는 "차"를, "우(友)"는 "벗, 동무, 친구"를 뜻한다. 동물 모양이 많으며, 물을 부으면 색이 변하기도 한다.
중국에서는 차충(중국어 간체자: 茶宠, 정체자: 茶寵, 병음: cháchǒng, 한자음: 다총)으로 불린다. 중국어 "충(宠, 寵, chǒng)은 "총애하는" 대상을 가리키는 말로, 반려동물 등을 뜻한다.

## 같이 보기
- 중국의 차
- 중국의 차 문화